# Glutenvrij dieet
Het glutenvrij dieet is een dieet waarbij het consumeren van voedsel dat gluten bevat vermeden wordt. Gluten komt veelvuldig in voedsel voor en veroorzaakt medische klachten bij coeliakiepatiënten. Het wordt ook in verband gebracht met andere medische klachten.

## Geschiedenis
Het glutenvrije dieet werd ontwikkeld door Willem Karel Dicke. Deze Nederlandse kinderarts was vanaf 1936 directeur van het Juliana Kinderziekenhuis in Den Haag. Gedurende de hongerwinter merkte hij dat kinderen met coeliakie minder klachten hadden, wat verband leek te houden met het feit dat zij minder brood aten omdat het schaars was.
In de jaren veertig en vijftig van de twintigste eeuw ontwikkelde hij het glutenvrije dieet, wat een verandering van de behandeling van coeliakie betekende.

## Gluten
Gluten is een groep eiwitten die voorkomt in tarwe, spelt, kamut, rogge en gerst, en in alle voedingsmiddelen waarin deze graansoorten zijn verwerkt. Ook wordt haver genoemd als glutenbevattend graan als gevolg van verontreiniging met andere graansoorten, hoewel haver van nature geen gluten bevat. Gluten wordt onderverdeeld in twee soorten eiwitten, glutenine en gliadine. Gliadine is de stof die niet verdragen wordt door coeliakiepatiënten. Gluten komt ook voor in producten die niet geschikt zijn voor consumptie, zoals bepaalde soorten speelklei (Play-Doh klei) en lijm, en in sommige soorten biologisch afbreekbare rietjes en wegwerpservies.

## Redenen voor een glutenvrij dieet
Het glutenvrije dieet wordt niet alleen voorgeschreven bij coeliakie, maar ook bij ziekte van Duhring en glutensensitiviteit. Het dieet dient strikt en in veel gevallen levenslang gevolgd te worden. Daarnaast is een trend ontstaan waarbij een glutenvrij dieet zonder medische noodzaak als gezond of als methode om af te vallen wordt gezien. Dit is echter niet wetenschappelijk bewezen.
Een glutenvrij dieet kan leiden tot een eenzijdig eetpatroon waardoor een tekort aan vezels, vitamines en ijzer kan ontstaan. Ook kunnen aandoeningen gerelateerd aan consumptie van gluten moeilijker of geheel niet worden vastgesteld als een glutenvrij dieet al gevolgd wordt. Het wordt aanbevolen om een arts of diëtist te raadplegen alvorens aan een glutenvrij dieet te beginnen.

## Voedselbereiding en kruisbesmetting
Gluten kan in zeer kleine hoeveelheden al klachten veroorzaken bij iemand die om medische reden een glutenvrij dieet volgt. Glutenvrij voedsel mag daarom niet in aanraking komen met glutenbevattend voedsel. Verontreiniging van glutenvrij voedsel door contact met gluten wordt kruisbesmetting genoemd. Kruisbesmetting kan zowel direct (bijvoorbeeld: glutenvrij brood ligt op een bord tegen een 'gewone' boterham aan) als indirect (bijvoorbeeld: handen die eerst een 'gewone' boterham aanraken en vervolgens een glutenvrije boterham) plaatsvinden.
Kruisbesmetting kan voorkomen in het productieproces van voedsel, of bij het bereiden of serveren ervan. Eten in restaurants of bij anderen thuis kan daardoor een risico vormen, evenals het eten van kant-en-klaarmaaltijden en voorbewerkte voedselproducten.
Algemene richtlijnen voor het bereiden van glutenvrij voedsel:
- Was de handen.
- Houd oppervlakken schoon. Gebruik schone doeken, borstels en sponzen.
- voorkom aanraken van glutenvrij voedsel met handen of kookgerei na het aanraken van glutenbevattend voedsel.
- Gebruik geen houten keukengerei of beschadigde plastic snijplanken. Let op krassen in de anti-aanbaklaag van pannen.
- Bewaar en serveer glutenvrij en glutenbevattend voedsel apart.
- Gebruik aparte apparatuur zoals broodrooster, frituurpan, of oven voor glutenvrij voedsel.

## Glutenvrije en glutenbevattende producten
Van nature glutenvrije voedingsmiddelen zijn aardappelen, rijst, quinoa, gierst, boekweit, soja, groenten, fruit, peulvruchten, maïs, vlees, gevogelte, vis, schaal- en schelpdieren, eieren, kaas, melkproducten, olie en roomboter. Deze zijn in onbewerkte vorm veilig te eten. In winkels zijn glutenvrij geproduceerde bewerkte producten als brood, koek, pasta en crackers te krijgen. Deze zijn vaak voorzien van een logo waardoor het product te herkennen is als glutenvrij.
Producten waarin tarwe, spelt, kamut, gerst en rogge is verwerkt mogen over het algemeen niet gegeten worden. Denk hierbij bijvoorbeeld aan tarwebrood, volkorenpasta, gepaneerd vlees of groente, bier en producten waarin tarwebloem, tarwezetmeel of gerstemoutextract verwerkt is.
Bewerkte producten zonder glutenbevattende ingrediënten worden gezien als risicoproducten. Mogelijk kunnen hierin toch sporen van gluten voorkomen die klachten kunnen veroorzaken. Ingrediëntenlijsten op etiketten dienen zorgvuldig gelezen te worden om er zeker van te zijn dat het product veilig gegeten kan worden. Bij twijfel kan contact worden opgenomen met de producent van het artikel om na te gaan of er kans is dat het product in aanraking is geweest met gluten.

## Etikettering en logo's
In winkels zijn veel producten te vinden waarop vermeld staat dat het om een glutenvrij product gaat. Het kan dan gaan om vermelding in woorden (bijvoorbeeld glutenvrij, gluten free, no gluten) of in de vorm van een logo. In een Europese richtlijn is bepaald dat wanneer op een etiket van een product vermeld wordt dat het product glutenvrij is, het product in kwestie niet meer dan 20 ppm (parts per million) aan gluten mag bevatten.
De producent is echter niet verplicht om te melden dat een product minder dan 20 ppm aan gluten bevat. Een product kan dus glutenvrij zijn zonder dat het expliciet vermeld is.
Ook wordt op verpakkingen wel vermeld dat er sprake is van kruisbesmettingsrisico. Bij de ingrediëntendeclaratie staat in zo'n geval bijvoorbeeld “kan sporen van glutenbevattende granen bevatten” of “bevat sporen van gluten” vermeld.
Daarnaast is er een internationaal erkend keurmerk dat een eigen logo hanteert, het Crossed Grain keurmerk. Producten die dit logo dragen voldoen aan de Europese richtlijnen voor glutenvrij produceren en daarnaast ook aan de eisen die zijn gesteld door de koepel van Europese coeliakieverenigingen, AOECS (Association of European Coeliac Societies). Deze producten worden door coeliakieverenigingen als gegarandeerd glutenvrij beschouwd.